# Distretto di Birkach
Il distretto di Birkach é un distretto di Stoccarda.